# Хилијард (Флорида)
Хилијард (енгл. Hilliard) град је у америчкој савезној држави Флорида. По попису становништва из 2010. у њему је живело 3.086 становника.

## Демографија
Према попису становништва из 2010. у граду је живело 3.086 становника, што је 384 (14,2%) становника више него 2000. године.
| Група             | 2000.         | 2010.         |
| Белци             | 2.249 (83,2%) | 2.717 (88,0%) |
| Афроамериканци    | 354 (13,1%)   | 270 (8,7%)    |
| Азијати           | 13 (0,5%)     | 11 (0,4%)     |
| Хиспаноамериканци | 27 (1,0%)     | 44 (1,4%)     |
| Укупно            | 2.702         | 3.086         |